# Gottwald AK 850
Der Gottwald AK 850/1100 ist ein 10-achsiger Fahrzeugkran mit Gittermast, der eine Tragfähigkeit von 1100 Tonnen hat. Er war bis 2007 der stärkste Fahrzeugkran Europas und existiert nur noch ein Mal. Der Gottwald AK 850/1100 war bis 2007 in Deutschland nur noch bei der Firma Schmidbauer in München im Einsatz. Er wurde von 1982 bis 1985 gebaut und ist deshalb schon ein Oldtimer. Nach der Restaurierung 1996 wurde sein Oberwagen geteilt, damit er seine zulässige Achslast auf die 10 Achsen ohne den Ausbau anderer Komponenten erreicht, der bis dahin durchzuführen war. Seitdem hat er ein Gewicht von 96 Tonnen (fahrbereit). Seine Hakenhöhe beträgt ca. 183 Meter. Ab 2007 war der Kran für das australische Unternehmen Wheelers Cranes im Einsatz. Im Jahre 2014 stand er beschädigt in der Nähe von Mumbai in Indien.

## Daten AK 850-103

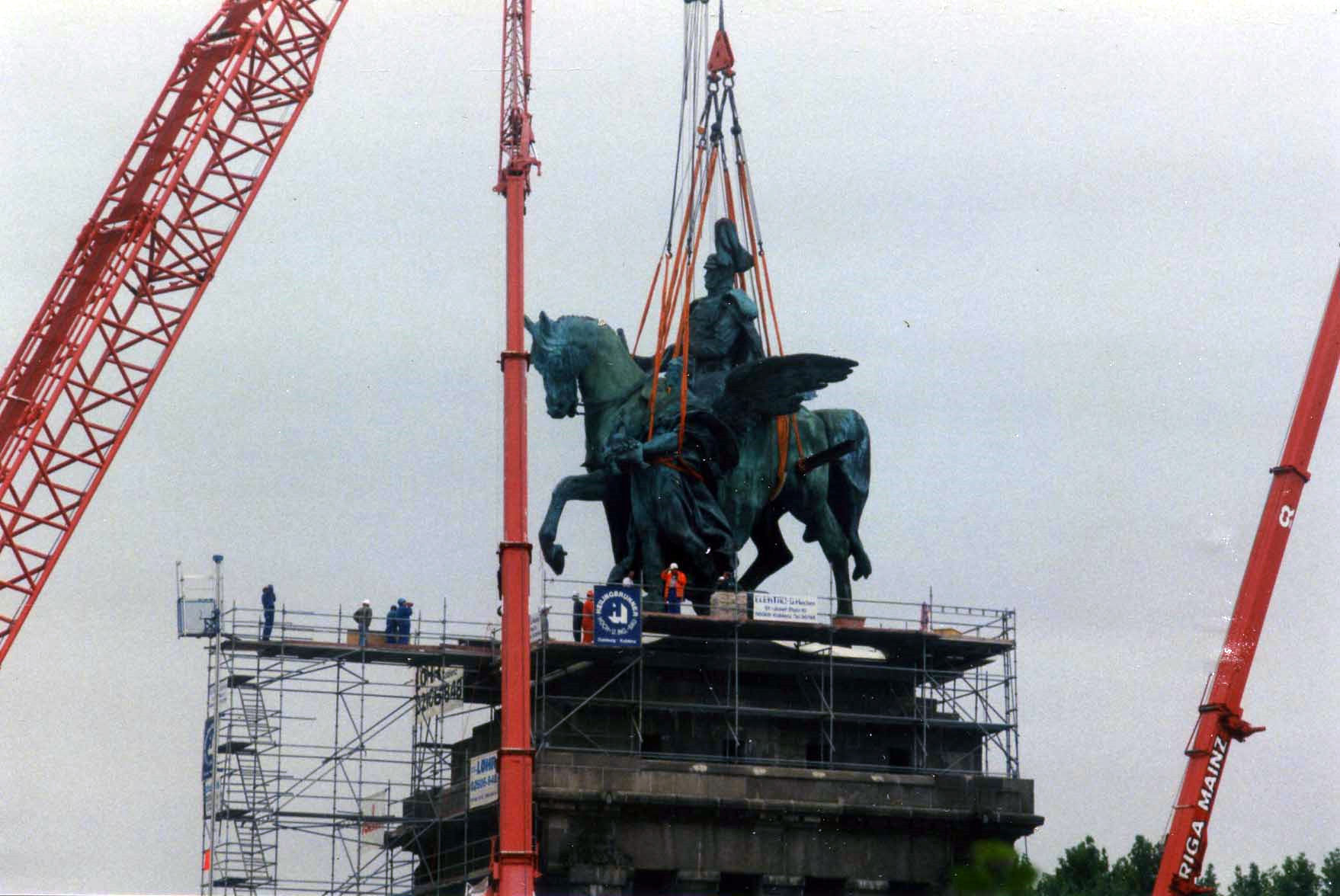
Der Gottwald AK 850 hob am 2. September 1993 das rekonstruierte Reiterstandbild Kaiser Wilhelms I. wieder aufs Deutsche Eck in Koblenz

Auslieferungszustand 1982 für Schmidbauer (bis 1998)
- Gesamtgewicht: 112 t
- Hauptausleger: 23 m – 113 m
- Wippspitze: 29 m – 95 m
- Gesamtlänge: 22,88 m
- Gesamtbreite: 3,00 m
- Leistung UW: 382 kW / 520 PS
- Leistung OW: 200 kW / 271 PS
- Gesamtballast: 206 t
- Anzahl der Achsen: 10

## Daten AK 850 GT
Aktueller Zustand von 1998 bis 2007 bei Schmidbauer. Seit August 2007 nach Australien verkauft.
- Gesamtgewicht: 96 t
- Hauptausleger: 23 m – 113 m
- Wippspitze: 29 m – 95 m
- Gesamtlänge: unbekannt
- Gesamtbreite: 3,00 m
- Leistung UW: 382 kW / 520 PS
- Leistung OW: 200 kW / 271 PS
- Maxilift-Gegenausleger: 43 m
- Gesamtballast: 206 t Drehbühnenballast sowie zusätzliche 500 t Maxiliftballast
- Anzahl der Achsen: 10